# Андерсон, Адам
А́дам А́ндерсон (англ. Adam Anderson; родился 14 мая 1984, Манчестер, Англия) — музыкант британского дуэта Hurts, где играет на клавишных и гитаре, а также сочиняет музыку.

## Ранняя биография
Адам жил в загородном доме в маленькой деревне в Манчестере c 16 собаками и с 16 гектарами земли. Его отец был молочником в Hazel Grove в течение тридцати лет, и Адам собирался пойти по его стопам. Дедушка Адама был военным артистом, он играл на банджо для Королевы. У Адама есть младший брат. Адам рассказывает про себя, что обладал трудным характером и в 15 лет ушёл из дома.
Адам сейчас был бы профессиональным футболистом, но ему пришлось забыть о спортивной карьере, потому что однажды он сломал ногу. Он окунулся в музыку, когда осознал, что не сможет больше играть.
Когда Адаму было 16 лет, он думал, что станет поэтом. И он особо не интересовался музыкой, пока в возрасте 17—19 лет не купил свой первый альбом OK Computer группы Radiohead. Ещё один ключевой момент произошёл, когда ему было лет 20: «Я купил гитару и рекордер и осознал, что могу накладывать один звук поверх другого. Поняв это, у меня в голове щелкнуло, я понял, что могу стать музыкантом, могу писать песни, мне это очень понравилось». Он также и пианист-самоучка, получив пианино на свой 21 день рождения он выучился играть за неделю.
Гитарист Адам Андерсон и клавишник Скотт Форстер были в группе (без имени), которая играла в стиле Pink Floyd -овской гитарной рок-атмосферы. В то же время он учился в университете и работал на ипподроме — снимал на камеру собачьи гонки борзых на треке в Belle Vue.

## Daggers
В 2005 году Адам знакомится с Тео Хатчкрафтом. Вместе они организовывают группу Bureau. Но участники группы Dexys Midnight Runners угрожают им очень масштабным судебным процессом, если они не сменят название. Очевидно, что некоторые из них после Dexy’s сформировали группу под названием The Bureau. Поэтому в 2006 году коллектив вынужденно меняет название на Daggers. В группе 5 человек, но долгое время пишут музыку только Тео с Адамом. Они играют альтернативную музыку — электроника, рок, диско-хаус, новая волна, синти-поп. Выпускают два сингла: в 2006 году «After Midnight», который стал «синглом недели» на радиостанции Xfm, и в 2007 году «Money / Magazine», который несмотря на то, что не попал в чарт, был номинирован Popjustice на Twenty Quid Music Prize. В сентябре 2008 года Хатчкрафт и Андерсон привезли свою группу в Лондон, чтобы сыграть на рекламном смотре наряду с сестрой Бейонсе, Соланж Ноулз. В 2008 году их замечает известный продюсер Richard «Biff» Stannard и Richard X. Daggers написали о своём распаде на своей странице Myspace 30 января 2009 года.

## Hurts
После роспуска группы Daggers Тео и Адам решают создать дуэт под названием Hurts. В 2009 году их узнал весь мир. Свой первый клип Wonderful Life они сняли сами всего за 20 фунтов.
Дуэт оказался на четвёртом месте в списке BBC’s Sound 2010 года, который выявляет наиболее перспективные коллективы и исполнителей на следующие 12 месяцев. К настоящему времени они выпустили пять студийных альбомов: Happiness (2010), Exile (2013), Surrender (2015), Desire (2017), Faith (2020).

## Интересные факты
- Адам большой почитатель футбола и болеет за футбольный клуб Манчестер Юнайтед. Среди всех игроков выделяет Уэйна Руни[22].
- У него есть три героя из реальной жизни: Принс, Мартин Гор (Depeche Mode) и Моррисси[23].
- Любимое и одно из первых выступлений, которое посетил Адам, — Arcade Fire в Манчестере в 2005 году[24][25].
- Запись дебютного альбома Hurts Happiness Адам посвятил Benjamin Richard James Anderson, поблагодарил Rachael Burns, Jamie Massie, Hilary Marsden и Тео Хатчкрафта и выразил особую благодарность Joe Cross[26].

## Личная жизнь
C 2012 года Адам встречался с Эмили Рамблс — танцовщицей, выступавшей с Hurts. На данный момент пара рассталась.

## Дискография
О творчестве Андерсона в Daggers и Bureau см. Дискография Daggers.
О творчестве Андерсона в Hurts см. Дискография Hurts.